# یونابارو، اوکیناوا
یونابارو، اوکیناوا (به لاتین: Yonabaru, Okinawa) یک منطقهٔ مسکونی در ژاپن است که در استان اوکیناوا واقع شده‌است. یونابارو ۱۸٬۴۱۰ نفر جمعیت دارد.